# Marc Weiherhof
Marc Weiherhof (* 1985 in der Schweiz) ist ein Schweizer Buchautor. Er schreibt hauptsächlich homoerotische Romane und Kurzgeschichten.

## Leben
Weiherhof lebt zusammen mit seinem langjährigen Partner in einer eingetragenen Partnerschaft. Er wohnt in der Schweiz. Er arbeitet hauptberuflich als kaufmännischer Angestellter in einem Dienstleistungsbetrieb. Die Begeisterung, selbst Bücher zu schreiben, entwickelte sich ein paar Jahre vor seinem dreißigsten Geburtstag. 
Sein Debütroman war Das Vermächtnis des Unbekannten, der beim Himmelstürmer Verlag erschien. Seither hat Weiherhof mehrere Bücher und Kurzgeschichten, sowohl bei Verlagen als auch als Selfpublisher, herausgebracht.

## Werke (Auswahl)
- Love Race. CreateSpace Independent Publishing Platform, November 2016, ISBN 978-1539633853
- Injection. MAIN Verlag, 2015, ISBN 978-3-9594-9033-7
- Der Bosporus-Kurier. Tredition, 2015, ISBN 978-3-7323-3083-6
- Der Pakt. Himmelstürmer Verlag, 2015, ISBN 978-3-86361-467-6
- Das Vermächtnis des Unbekannten. Himmelstürmer Verlag, 2014, ISBN 978-3-86361-388-4
- Der Weihnachtswelpe, Selbstverlag, Dezember 2016